# 2009年12月臺灣
| << | 2009年12月 （民國98年） | >> |    |    |    |    |
| \| 日 \| 一 \| 二 \| 三 \| 四 \| 五 \| 六 \| \| \| \| 1 \| 2 \| 3 \| 4 \| 5 \| \| 6 \| 7 \| 8 \| 9 \| 10 \| 11 \| 12 \| \| 13 \| 14 \| 15 \| 16 \| 17 \| 18 \| 19 \| \| 20 \| 21 \| 22 \| 23 \| 24 \| 25 \| 26 \| \| 27 \| 28 \| 29 \| 30 \| 31 \| \| \| \| \| \| \| \| \| \| \| |                         |    |    |    |    |    |
| 臺灣新聞動態／維基新聞 |                         |    |    |    |    |    |
| 世界／中国大陆／臺灣 |                         |    |    |    |    |    |
| 日 | 一                      | 二 | 三 | 四 | 五 | 六 |
| |                         | 1  | 2  | 3  | 4  | 5  |
| 6 | 7                       | 8  | 9  | 10 | 11 | 12 |
| 13 | 14                      | 15 | 16 | 17 | 18 | 19 |
| 20 | 21                      | 22 | 23 | 24 | 25 | 26 |
| 27 | 28                      | 29 | 30 | 31 |    |    |
| |                         |    |    |    |    |    |

## 12月30日
- 今日加權股價指數收盤行情：

成交價：8112.28點／ 58.45點　成交量：新台幣1552.59億元

## 12月28日
- 今日加權股價指數收盤行情：

成交價：8057.49點／ 84.9點　成交量：新台幣1395.77億元

## 12月26日
- 近日在台灣推行注射新流感疫苗，傳出多起注射疫苗後不舒服的案例，其中包括情況嚴重或死亡者；多人提出救濟案，但完成審議的案例都認定疫苗最多造成輕微副作用、不予救濟。自由時報[]

## 12月23日
- 今日加權股價指數收盤行情：

成交價：7901.50點／ 45.50點　成交量：新台幣1184.20億元

## 12月21日
- 今日加權股價指數收盤行情：

成交價：7787.27點／ 33.64點　成交量：新台幣1065.34億元

## 12月19日
- 梁梅宗帶領著林恩霆、郭芳瑋、康智凱及林恩澔四位體操選手參加全國體操錦標賽，分別以個人和團體共獲得6面金牌[1]。

## 12月18日
- 衛生署長楊志良表示將推動修法，以提高外籍（包含中國）人士健保費率，修正健保對外籍人士過於優惠的問題。自由時報[]

## 12月16日
- 貓纜將規劃在2010年2月14日(農曆大年初一)恢復營運，對此台北市長郝龍斌說，目前貓纜復駛沒有時間表。華視（页面存档备份，存于） 中央社
- 衛生署日前公告陸配前夫子女納健保，引起藍綠立委同聲批評，衛生署長楊志良表示這是整體大陸政策，會向陸委會反應。中央社

## 12月15日
- 今日加權股價指數收盤行情：

成交價：7807.62點／ 11.51／成交量：新台幣1308.65億元

## 12月14日
- 今日加權股價指數收盤行情：

成交價：7819.13點／ 24.06／成交量：新台幣1274.40億元

## 12月10日
- 今日加權股價指數收盤行情：

成交價：7677.91點／ 下跌119.51點／成交量：新台幣1786億元

## 12月5日
- 中華民國17個縣市舉行地方公職人員選舉，其中在縣市長選舉部份，國民黨获得12个縣市席位、民進黨获得4个席位，無黨籍人士获得1个席位。Nownews（页面存档备份，存于）Nownews（页面存档备份，存于）

## 12月1日
- 今日加權股價指數收盤行情：

成交價：7649.23點／67.02點／成交量：新台幣1150.90億元